# Feux de forêt de 2023 au Chili
Une série d'importants feux de forêt ont lieu dans le centre du Chili au début de l'année 2023.
Ils débutent autour de la fin janvier 2023 et ont touché, à la date du 22 février, au moins 440 000 hectares de terres. Les régions les plus touchées sont celles de Biobío, de Ñuble et d’Araucanie.
Les autorités chiliennes dénombrent plus de 300 départs de feu différents et 25 morts, plus de 3 000 blessés, des milliers de déplacés et 1 150 habitations détruites.

## Réactions des autorités
L'ampleur des incendies pousse le gouvernement de Gabriel Boric à décréter le 3 février «  l’état de catastrophe naturelle » et un couvre-feu dans les zones les plus touchées, à partir du 17 février, de minuit à 5 h.

## Causes
Ces incendies se déclarent dans un contexte de sécheresse extrême au Chili, en plein cœur de l'été dans l'hémisphère Sud. Le Chili subit depuis treize ans une sécheresse constante, aggravée par les vagues de chaleur qui traversent tout le pays de novembre à avril.
Divers spécialistes ont également rappelé les causes « humaines » et politiques des incendies qui frappent de façon récurrente le Chili. La dictature militaire d'Augusto Pinochet avait signé, en 1974, un décret destiné à subventionner l’industrie forestière intensive et la monoculture d’eucalyptus – une espèce hautement inflammable – dans le centre et le sud du pays.
L’ONG Bosque Nativo déplore « les grandes déficiences dans la gestion de ces monocultures. La majorité des plantations sont aux mains de deux grandes compagnies industrielles. » et pointe « un manque de contrôle sur ces entreprises forestières. Cela permettrait à l’État de garantir une gestion soutenable de ces plantations, en prenant en compte les aspects économiques, sociaux et environnementaux ». La régulation du secteur immobilier, accusé de profiter des incendies pour se développer, est également exigée par plusieurs ONG. Le président Gabriel Boric a demandé aux parlementaires d’examiner en urgence un projet de loi visant à interdire la construction, pour au moins trente ans, sur des terrains incendiés.
En 2017, le centre et le sud du Chili avait déjà été frappés par des incendies de très grande ampleur, dont le bilan s’élevait à onze morts et 467 000 hectares brûlés. À la suite de ces incendies, le Centre des sciences du climat et de la résilience (CR2) a publié, en 2020, un rapport recommandant une régulation de l’industrie forestière : « Dans un scénario de changement climatique qui favorise l’augmentation de la fréquence, l’étendue et l’intensité des incendies, [...] il est très important de générer des politiques visant à contrôler des espèces exotiques envahissantes [pins et eucalyptus principalement] et la restauration des écosystèmes indigènes pour réduire la probabilité d’événements catastrophiques. »

## Lutte contre les incendies
Environ 5 600 sapeurs-pompiers et volontaires sont mobilisés sur les différents foyers. Les États-Unis d’Amérique ont fourni un DC-10 capable de larguer 36 000 litres d’eau.
Plusieurs États ont fourni leur aide pour combattre les incendies :

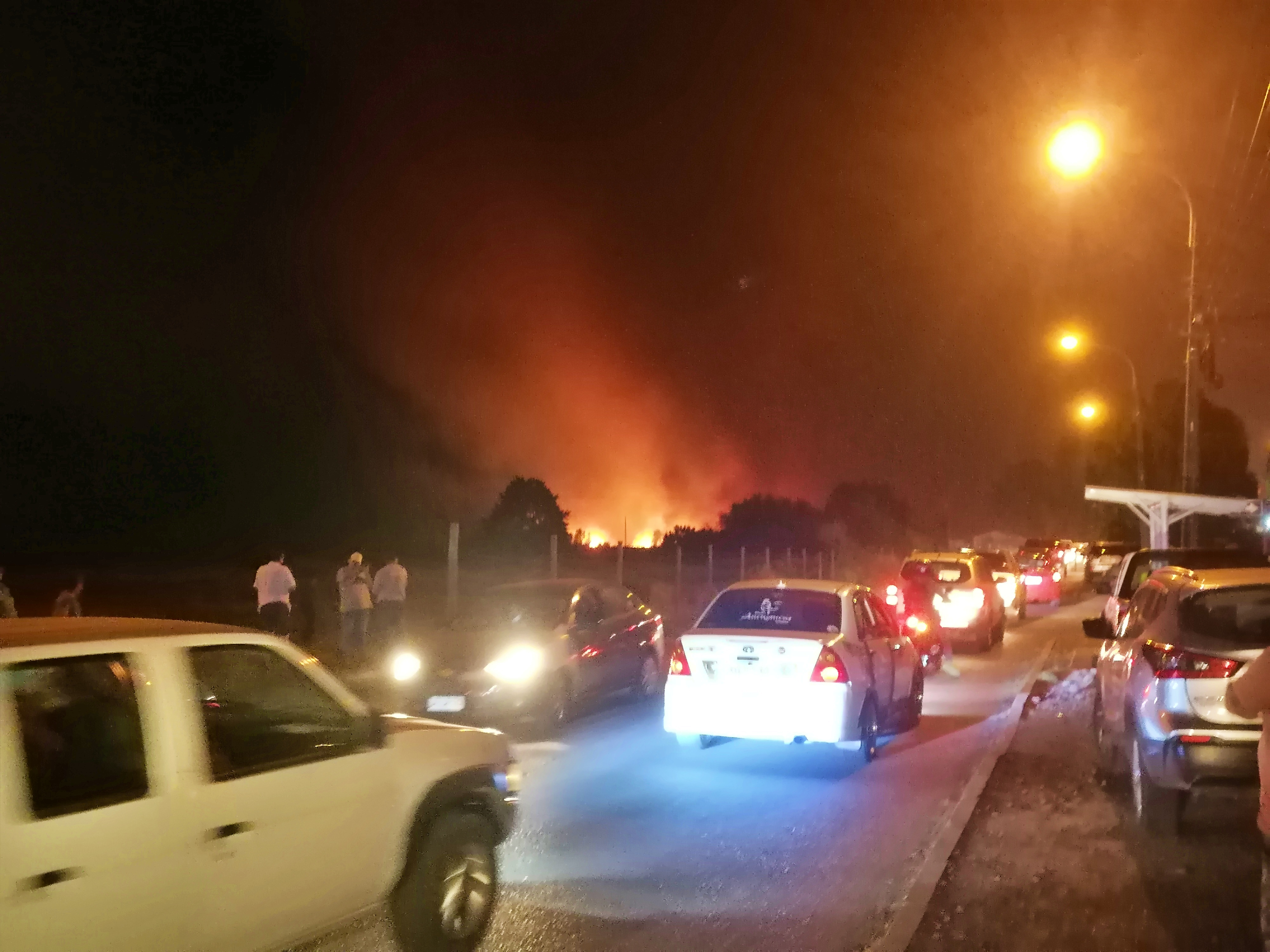
Embouteillage à Villa Jerusalem, dans la rue Camino Nuevo

- Argentine : 40 sapeurs-pompiers, 15 camions et un hélicoptère ;
- Brésil Brésil : appui logistique et sapeurs-pompiers ;
- Colombie : avion et sapeurs-pompiers
- Équateur : appui logistique et sapeurs-pompiers ;
- Espagne:  A330 et 50 sapeurs-pompiers ;
- États-Unis d’Amérique: 50 000 dollars ;
- Mexique : deux avions militaires avec 300 volontaires ;
- Pérou : plusieurs hélicoptères ;
- Venezuela : 60 sapeurs-pompiers
- Union européenne : environ 260 personnels (sapeurs-pompiers, conseillers, personnels sanitaires) fournis par le Portugal, la France, l’Espagne et l’Italie[9].